# 제2지방은행
제2지방은행(第二地方銀行 다이니치호긴코[*])은 일반사단법인 제2지방은행협회의 회원이자 금융청의 면허·등록업자 일람에서 제2지방은행으로 여겨진 일본의 은행이다.
협회 회원의 자격은
오류: 인용할 내용이 없습니다.
이다.